# René Salamanca
René Salamanca (Saturnino María Laspiur, 9 de julio de 1940 - Córdoba, La Perla, 1976) fue un dirigente sindical y político, militante del clasismo revolucionario argentino. Se destacó por haber sido elegido en abril de 1972 Secretario General de la seccional Córdoba del SMATA (Sindicato de Mecánicos y Afines del Transporte Automotor), liderando desde ese momento el sindicato más importante de la corriente sindical clasista en Argentina. Fue miembro del Partido Comunista Revolucionario, integrando la Comisión Política de su Comité Central. Fue secuestrado por fuerzas de seguridad, en su casa de barrio Sarmiento de Córdoba Capital, el 24 de marzo de 1976, el mismo día que se produjo el golpe de Estado que dio inicio a la dictadura autodenominada Proceso de Reorganización Nacional, que causó un genocidio entre los activistas populares de Argentina. Fue visto por última vez con vida en el centro clandestino de detención La Perla. El 25 de agosto de 2016 fueron condenados el exjefe militar de Córdoba Benjamín Menéndez y otros 27 represores, por la desaparición, torturas y asesinato de René Salamanca y más de 600 víctimas.

## Biografía
Entre 1957 y 1969 trabajó como obrero metalúrgico en la por entonces industrial Ciudad de Córdoba, afiliándose y teniendo actividad en la Unión Obrera Metalúrgica (UOM). Tras sus iniciales simpatías por el peronismo, se vinculó al grupo trotskista Palabra Obrera y luego fue miembro de la agrupación de obreros metalúrgicos Felipe Vallese, ligada a grupos de la izquierda peronista y trotskista. En 1968 se incorporó al naciente Partido Comunista Revolucionario, participando de su primer Congreso. En mayo de 1969 estuvo presente en las movilizaciones populares del Cordobazo como un manifestante más, sin responsabilidades organizativas. La pueblada tuvo un fuerte impacto en su manera de ver la vida:

El Cordobazo me hace dar cuenta que yo, donde estoy –una pequeña fábrica metalúrgica- no sirvo para nada. Me impresiona la incidencia de las columnas, de las grandes masas. En esos meses rompo con los diez años de porquería que traía detrás y me decido a hacer una verdadera militancia política sindical. Adhiero a la ideología del proletariado; el marxismo-leninismo.
René Salamanca

El 10 de noviembre de 1969 empezó a trabajar en la planta de Santa Isabel de IKA - Renault, considerando que era la fábrica más importante de la ciudad y sus obreros quienes podían incidir con mayor facilidad en el resto de la población. Dentro de esta fábrica, construyó la Agrupación Clasista 1.º de Mayo (ligada al PCR), y, tras la derrota de las tomas y la "huelga larga" del SMATA a mediados de 1970, impulsó la conformación del Movimiento de Recuperación Sindical (MRS) y la Lista Marrón del SMATA, frente único integrado por obreros de distintas tendencias, con Salamanca como candidato a Secretario General. Esta lista ganaría la dirección del gremio en las elecciones de abril de 1972, derrotando a la lista oficialista encabezada por Mario Bagué, heredera de Elpidio Torres.
Como dirigente del SMATA, el mayor sindicato industrial del interior del país, impulsó la línea de que los sindicatos debían transformarse en herramientas aptas no sólo para la lucha gremial sino también para el combate político y revolucionario de la clase obrera, para lo cual era necesario fortalecer los cuerpos de delegados y las comisiones internas, los que podían transformarse en órganos de poder revolucionario. Se incorporó a la conducción de la CGT Córdoba junto a Atilio López de la Unión Tranviaria Automotor y Agustín Tosco de Luz y Fuerza, y posteriormente fue parte del Movimiento Sindical Combativo de la provincia. Con la dirección marrón, los mecánicos de Córdoba consolidaron la democracia sindical, lucharon por la unidad de todos los obreros automotrices en una sola organización, obtuvieron importantes conquistas reivindicativas (como la recuperación del sábado inglés) e intervinieron en los grandes debates y acontecimientos políticos nacionales. En mayo de 1974 la Lista Marrón y Salamanca fueron reelectos como conducción del SMATA Córdoba por un mayor porcentaje que en 1972, e iniciaron una dura lucha por aumentos salariales enfrentando el Pacto Social del gobierno peronista.   
En 1974, acorde a la política del PCR, Salamanca denunció los preparativos golpistas y llamó a defender el gobierno constitucional que ejercía María Estela Martínez de Perón. El 8 de agosto de ese año, el SMATA Córdoba fue intervenido por el SMATA Nacional dirigido por José Rodríguez, y, con orden de captura, Salamanca tuvo que pasar a la clandestinidad.  Desde esa situación hizo públicas dos cartas manteniendo el llamado a unir fuerzas contra el golpe, afirmando que este venía "a voltear las chimeneas" y que atrás de él estaban sectores "prorrusos y proyanquis". A pesar de la intervención, las detenciones y la represión cada vez mayor, la mayoría de los trabajadores mecánicos continuaron respondiendo a sus dirigentes marrones.

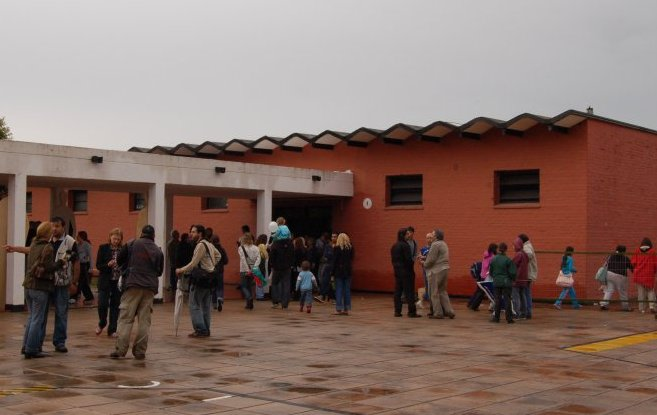
Centro clandestino de detención La Perla, transformado actualmente en un espacio para la memoria. Allí fue detenido-desaparecido, torturado y asesinado René Salamanca.

En la madrugada del golpe de Estado del 24 de marzo de 1976, fue detenido y desaparecido. Por eso la Cámara de Diputados de la provincia de Buenos Aires en un homenaje sostuvo que fue "el primer desaparecido de la larga noche de la dictadura de 1976". Fue llevado al centro clandestino de detención La Perla, donde fue torturado y asesinado en un período que se estima no mayor a 30 días después de su secuestro.
El 25 de agosto de 2016 fueron condenados el exjefe militar de Córdoba Benjamín Menéndez y otros 27 represores, por la desaparición, torturas y asesinato de René Salamanca y más de 600 víctimas.

## Vigencia y homenajes
En algunos sectores del movimiento obrero se habla de salamanquismo en referencia a una corriente que reivindica las banderas de Salamanca. La Corriente Clasista y Combativa se considera heredera del clasismo revolucionario representado por la figura de René Salamanca. Lo mismo una ruptura de la CCC, que se denomina "Corriente Clasista René Salamanca". En el gremio estatal ATE existe una "Corriente Nacional René Salamanca". También existe la Federación Nacional de Cooperativas de Trabajo René Salamanca. La plaza que se encuentra frente a la planta de Renault en la provincia de Córdoba lleva el nombre de René Salamanca y obreros mártires de la represión. También lleva su nombre un barrio en el departamento bonaerense de La Matanza. 